# Ivo Patarra
Ivo Patarra (São Paulo, 27 de dezembro de 1958) é um jornalista e escritor brasileiro.

## Biografia
Ivo trabalhou como jornalista na Folha de S. Paulo, na Folha da Tarde, no Diário Popular e no Jornal da Tarde, além de ter participado da gestão de Luiza Erundina (1989-1992) como assessor de comunicação social da prefeitura paulistana.
Em março de 2010, Ivo publicou o livro O Chefe pela Livraria da Folha e com edição independente. O livro conta de forma minuciosa a corrupção durante o governo Lula, especialmente dos 13 meses do escândalo do mensalão.
Ivo também publicou os livros Fome no Nordeste Brasileiro (Editora Marco Zero, 1982), Lula Presidente do Brasil - A estratégia que derrotou FHC em 1994 (Editora Alfa-Omega, 1995), O Governo Luiza Erundina - Cronologia de quatro anos de administração do PT na Cidade de São Paulo (Geração Editorial, 1996), Petroladrões - A história do saque à Petrobras (Vide Editorial, 2016), A Lava Jato e os Petroladrões - As investigações que marcaram o maior escândalo de todos os tempos no Brasil (Edição do Autor, 2018).
O jornalista também dirigiu os departamentos de jornalismo e comunicação das Prefeituras de São Paulo (1992), Guarulhos (1999), Osasco (2002) e São Bernardo do Campo (2004).

Entre outras atuações, é autor dos documentos O Lado Brasileiro, parte do relatório Situação Mundial da Infância, do Unicef - Fundo das Nações Unidas para a Infância (1985); Relatório JK, sobre as dúvidas acerca da versão oficial da morte do ex-Presidente da República Juscelino Kubitschek, parte integrante dos trabalhos da Comissão Municipal da Verdade Vladimir Herzog, da Câmara Municipal de São Paulo (2014); organizador do dossiê A Devastação da Mata Atlântica no Município de São Paulo, elaborado pelo Gabinete do Vereador Gilberto Natalini (2019).